# Monumento al Abate Molina
El monumento al Abate Molina es una obra escultórica de bronce sobre una base de hormigón que se encuentra en la comuna chilena de Talca, Región del Maule. Representa al abate jesuita Juan Ignacio Molina, uno de los principales científicos chilenos del siglo XIX.
Obra del escultor francés Auguste François, fue inaugurado el 16 de septiembre de 1861 en Santiago, siendo la primera estatua fundida completamente en territorio nacional.

## Historia

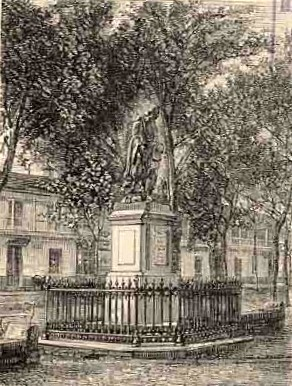
Ilustración del monumento frente a la Universidad de Chile, por Recaredo Santos Tornero (1872).

En 1854, el Gobierno de Chile abrió por decreto la Academia de Escultura, como parte de un importante plan del presidente Manuel Bulnes para fomentar el desarrollo de las bellas artes en el país. El mismo año se designó al recientemente llegado Auguste François como su primer director.
Poco tiempo más tarde, se le solicitó a François la producción de un monumento al abate jesuita Juan Ignacio Molina, uno de los primeros científicos renombrados salidos de tierra nacional. La obra fue elaborada por François y fundida por partes por Juan Silva en las dependencias de la Escuela de Artes y Oficios, utilizando como técnica el moldeo a la cera perdida.
La primera piedra fue puesta el 18 de septiembre de 1856 y la obra completa inaugurada el 16 de septiembre de 1861 en la alameda de Santiago, frente a la casa central de la Universidad de Chile.

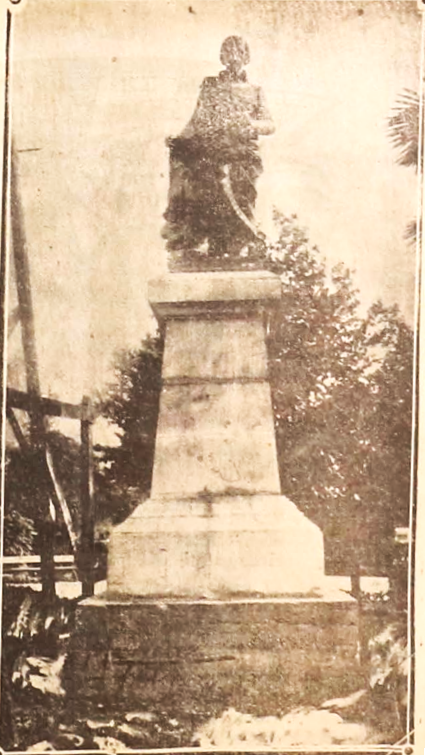
Monumento meses antes de su reinauguración en la alameda de Talca, año 1929.

En este lugar estuvo hasta 1927, año en que el municipio de Santiago la obsequió a Talca para conmemorar el centenario del Liceo de Hombres, instalando la estatua en la alameda, frente al liceo. Sin embargo, duró poco más de un año allí, pues a causa del terremoto de 1928 la obra se desprendió de su base.
El 5 de abril de 1930 el monumento fue reinaugurado, en una solemne ceremonia que contó con la presencia de autoridades comunales, militares y eclesiásticas. Se erigió sobre una base de piedra obtenida de Colín al centro de la alameda frente al liceo, rodeada de un jardín y con iluminación especial, y su descubrimiento fue todo un acontecimiento, pues en ese entonces era el único monumento erigido en la ciudad.
Se mantuvo en esta hasta el 27 de febrero de 2010, cuando por un terremoto nuevamente se desprende de su base al no estar bien sujeta, cayendo al piso y sufriendo daños de diversa consideración.
En este contexto, y tal como en otros monumentos de la ciudad, fue la Universidad de Talca la que se encargó de promover la restauración e reinstalación de la estatua. Quedó a cargo de esto el escultor Luis Montes, quien reparó e incluso debió rehacer partes de la estatua que se encontraban totalmente destruidas. De esta manera, el monumento fue reinaugurado en abril de 2012, cambiando levemente su ubicación para erigirla frente a la puerta principal del liceo.

## Descripción
El monumento que se eleva sobre un pedestal de hormigón representa al abate Juan Ignacio Molina. El personaje viste indumentaria eclesiástica tradicional del siglo XIX, destacando una suerte de capa que le cubre la espalda y parte del costado izquierdo. Se encuentra mirando hacia la alameda, es decir, hacia el sur.
En su mano derecha porta una pluma, símbolo de la ilustración, y en la izquierda un pergamino que reza la frase «Historia Natural de Chile», el foco principal de su obra. A su costado derecho se posa un cóndor sobre una base que emula un cúmulo de rocas, ambos elementos representando características naturales relevantes del territorio chileno.
La figura se encuentra sobre una base plana y cuadrada que en el frente señala «FUNDIDA EN LA ESCUELA N. DE ARTES I OFICIOS Đ CHILE EN SANTIAGO POR JUAN E. SILVA EN 1861».